# Jon Olsson
Jon Olsson (Mora, 17 agosto 1982) è un ex sciatore freestyle e sciatore alpino svedese.

## Biografia
Olsson, originario di Mora, iniziò la sua carriera nel freestyle, prendendo parte principalmente a eventi commerciali e professionistici (tra cui gli X Games) ma anche ai Mondiali di Ruka 2005, sua unica partecipazione a gare riconosciute dalla FIS, classificandosi 5º nello halfpipe.
Dalla stagione 2009-2010 si dedicò allo sci alpino, dove comunque era attivo in gare FIS dal dicembre del 1997: gigantista puro, esordì in Coppa Europa 25 novembre 2009 a Levi (46º) ma gareggiò prevalentemente in Nor-Am Cup, dove ottenne anche una vittoria (suo unico podio) il 14 dicembre 2009 a Panorama e vinse la classifica di specialità nella stagione 2009-2010. Prese il via anche a otto gare in Coppa del Mondo (la prima l'11 dicembre 2010 a Val-d'Isère, l'ultima il 27 ottobre 2013 a Sölden), senza portarne a termine nessuna. La sua ultima gara in carriera fu lo slalom gigante di Nor-Am Cup del 3 febbraio 2014 a Stowe/Spruce Peak, che non completò; non prese parte a rassegne olimpiche o iridate

## Palmarès

### Sci alpino

#### Coppa Europa
- Miglior piazzamento in classifica generale: 97º nel 2011 e nel 2012

#### Nor-Am Cup
- Miglior piazzamento in classifica generale: 26º nel 2010
- Vincitore della classifica di slalom gigante nel 2010
- 1 podio:
  - 1 vittoria

##### Nor-Am Cup - vittorie
| Data             | Località | Paese  | Specialità |
| ---------------- | -------- | ------ | ---------- |
| 14 dicembre 2009 | Panorama | Canada | GS         |

Legenda:

GS = slalom gigante

#### Australia New Zealand Cup
- Miglior piazzamento in classifica generale: 8º nel 2013
- 2 podi:
  - 2 terzi posti

#### Campionati svedesi
- 1 medaglia:
  - 1 bronzo (slalom gigante nel 2012)